# خانه رفعت
خانه رفعت مربوط به دوره صفوی است و در اصفهان، خیابان کمال، کوچه حناسابها واقع شده و این اثر در تاریخ ۲۲ مرداد ۱۳۸۴ با شمارهٔ ثبت ۱۳۰۰۴ به‌عنوان یکی از آثار ملی ایران به ثبت رسیده است.